# Reunión de La Mejorana
La Reunión de La Mejorana es un suceso ocurrido en el antiguo departamento de Oriente, Cuba, el 5 de mayo de 1895, en el contexto del inicio de la Guerra Necesaria (1895-1898). Así se nombra al encuentro de José Martí, Máximo Gómez y Antonio Maceo para decidir los planes y organización de la guerra.

## Antecedentes inmediatos
Después del arribo de los jefes máximos, se imponía una reunión entre ellos para acoplar planes y decidir el curso de la guerra. Martí y Gómez concertaron con Maceo una entrevista; pero diversas causas, entre ellas operaciones militares que efectuaban las tropas de Antonio Maceo, no hicieron posible la misma hasta el día 5 de mayo de 1895, en el ingenio "La Mejorana", en las inmediaciones de San Luis. Se desarrollan disputas de ideas incluso se supone que hasta una pelea entre El Delegado del Partido Revolucionario Cubano (Martí) y el Lugar Teniente Antonio Maceo.

## Resultados
En esta reunión se trazó el plan de organización del gobierno de la República en Armas y los planes bélicos a desarrollar. Martí fue reconocido como responsable supremo de la Revolución, en su carácter de Delegado del Partido Revolucionario Cubano; Máximo Gómez como General en Jefe; y Maceo como Lugarteniente General y Jefe de Oriente. También en esta reunión se discutió los planes de la invasión a Occidente y se acordó que esta se realizara lo antes posible.
- Datos: Q6106883